# ERROR自肥企画
《ERROR自肥企画》（前稱《ERROR自救TV 2》）為香港電視娛樂製作的真人騷節目，《ViuTV 2021》綜藝節目之一，是ERROR與製作團隊「無制限OT編集団」第三度合作。
節目由「藍妹啤酒」冠名贊助。由於本節目內容含有大量暴力鏡頭、不當行為及不雅用語的關係，成為第一套在香港電視史上播出時全部集數被列為「M成年觀眾」類別的綜藝節目。

## 每集內容
| 集數 | 日期    | 主題               | 藝人嘉賓                         | 每集開支使用情況    |
| 01   | 5月3日  | 重裝上陣           | 陳欣妍、沈殷怡、P1X3L            | 嚴重超支            |
| 02   | 5月4日  | 任何人？友達？     | Madboii、陳安立、歐國成、Delta T | 預算內完成          |
| 03   | 5月5日  | 忍者打飛機         | 陳海寧                           | 預算內完成          |
| 04   | 5月6日  | ERROR遊詐詭        | －                               | 超級痴鬼線 嚴重超支 |
| 05   | 5月7日  | 重量級自肥         | 鄺旨呈                           | 超支                |
| 06   | 5月10日 | 侏羅紀公主         | 鄭嘉欣                           | 預算內完成          |
| 07   | 5月11日 | 啤·生與死          | 蘇小小                           | 預算內完成          |
| 08   | 5月12日 | 團隊大決戰         | 陳海寧                           | 預算內完成          |
| 09   | 5月13日 | 《香港ERROR遊》    | 李文潔、七仙羽                   | 預算內完成          |
| 10   | 5月14日 | 重量級自肥2        | 鄺旨呈、陳欣妍                   | 超支                |
| 11   | 5月17日 | BTS                | 陳海寧                           | 預算內完成          |
| 12   | 5月18日 | 人氣出奇蛋         | Madboii、樊沛珈、吳冰            | 痴鬼線 嚴重超支     |
| 13   | 5月19日 | 鹹濕荒島俏博士     | 李文潔                           | 超支                |
| 14   | 5月20日 | ERROR流忍者        | 蘇小小                           | 嚴重超支            |
| 15   | 5月21日 | 電視？為什麼？（） | 陳欣妍、沈殷怡、P1X3L            | 預算內完成          |

## 節目環節

### 自肥遊戲
| 集數 | 遊戲名稱           | 內容 | 勝出／得獎者                                        | 自肥大獎／自肥代價 |
| 01   | Big壁精奴          | 主持抽牌決定選門次序後一齊衝破前方的門，順利通過者勝出 | 何啟華                                              | 現金港幣1,000元 |
| 02   | 任何人都是你的朋友 | 此遊戲安排於屯門兆禧苑商場天台運動場進行。主持坐在單車尾座（該單車由陳安立負責駕駛），在「任何人」群中選中自己隊友即可得分，被選中者需接受友情試煉「死亡行星」，得分最高者獲勝，若同分則帶來朋友最多者獲勝 | 吳保錡                                              | 全新公路單車（價值約港幣3000元）                                                                                                  |
| 03   | 惡鬼打飛機         | 主持分為三「忍者」一「惡鬼」，「忍者」同時駕駛航拍機將「惡鬼」心臟（六個氣球）全部擊破則為勝出，「惡鬼」負責防守，可用棒球棍擊毀航拍機，若「忍者」勝出，「惡鬼」需接受忍術制裁「爆丸」，若「惡鬼」勝出，未被「惡鬼」通過「運氣魔盒」擊毀航拍機的「忍者」亦為優勝者 遊戲分隊 忍者：陳海寧、梁業、郭嘉駿 惡鬼：吳保錡 | 陳海寧、吳保錡                                      | 陳海寧：DJI Mini高性能迷你航拍機 （價值約港幣3,000元） 吳保錡：電影級特寫鏡頭五秒（價值約港幣10000元，以廣告費用計算）            |
| 04   | ERROR遊詐詭        | 製作組分別向四位主持預先設置了整蠱計劃，並由導演劉諾衡宣佈獲得傑出表現獎的得主。整蠱計劃內容 - 郭嘉駿：《等我睇下有咩法寶先》（顏射の計），誘使其打開道具箱，打開之後導演劉諾衡向其臉部噴射忌廉。 - 梁業：《燒眼遊戲》（溫油の計），假裝拍攝自肥遊戲《燒眼遊戲》，然後派出「不祥物」ViuTV Buddy用千年殺把其推入裝滿肥皂水的水池中。 - 吳保錡：《How Dare You!》（連擊の計），在化妝間放下秘密文件誘使其偷看，計劃得逞後各製作組人員及ERROR成員向其施行「死亡行星」。 - 何啟華：《鳳凰不死鳥》（地陷の計），假裝拍攝《ERROR流忍者》，誘使其跌入預先準備好的陷阱內。 主持被成功整蠱之後需要對著鏡頭讀出牌上文字「我係柒頭皮」（柒為粗口字，節目中被打碼及消音處理）。 | 何啟華                                              | 卡樂B薯片一箱 |
| 05   | 第一週重量級自肥   | 主持身在鴨脷洲大橋旁的鴨脷洲東北部岸邊，要用畢生的眼力觀察位於200米之外香港仔海濱公園的四個均印刷著PlayStation 5的盒子，當中包括一份重量級自肥大獎及一份重量級自肥代價，然後以「死亡包剪槌」的方式決定選擇的先後次序選擇先後次序 何啟華、吳保錡、郭嘉駿、梁業。 | 梁業（重量級自肥大獎）、吳保錡（重量級自肥代價）    | 梁業：索尼PlayStation 5電視遊戲機（市值約港幣5,000元） 吳保錡：現代美容中心比堅尼位脫毛療程（非永久），由鄺旨呈親自操刀負責       |
| 06   | 侏羅紀公主         | 四位主持需要解開密碼鎖去救出被困密室的Christine公主（恐龍專家，由鄭嘉欣飾演），成功解鎖的勇士將成為唯一贏家；於遊戲過程中主持如輸入密碼錯誤，霸王龍將會電擊公主，而主持如被突擊的速龍活捉亦將會受罰，包括被施行「死亡行星」等 | 郭嘉駿正確密碼 0178（因鄭嘉欣身高為178cm）          | GoPro Hero 9 新款運動攝影機（價值約港幣3,000元）、公主之吻                                                                        |
| 07   | 啤！               | 主持要在一系列遊戲中競爭，每次勝出皆可提升獲得自肥大獎的機會遊戲內容 遊戲開始前每位主持各自有一個代表自己的顏色乒乓球（何啟華為黃色，梁業為藍色，郭嘉駿為綠色，吳保錡為紅色），最後抽中所屬的顏色乒乓球者勝出。 - Game 1《單車比賽》：主持需要在20米長的賽道上競速，先過終點線者勝，比賽期間任何人若然偏離賽道或有腳著地即獲判勝出；最後由郭嘉駿勝出，獲得一個綠色乒乓球。 - Game 2《過四關》：主持需要在5x5的格子箱內選出心水格子並吃掉裡面的甜品，黃色格子為美食，黑色格子為劣食，成功串連四個格子者即可獲勝；最後由何啟華勝出，獲得一個黃色乒乓球。 - Game 3《打電話》：主持需要打電話給一名親友，電話最快接通者即可獲勝，如電話沒人接聽，主持即要重新選人撥打，直到成功接通為止；梁業致電給他的「徒弟」姜濤，接通時間為8秒33，何啟華致電給他的「寵物」游學修，接通時間為6秒38，吳保錡「純粹搏下運氣」致電給其胞弟，接通時間為4秒58，郭嘉駿致電給他「最引以為戒的朋友」歐國成，接通時間為5秒57；最後由吳保錡勝出，獲得一個紅色乒乓球。 - Game 4《浪奔浪流》：主持要與特別裝置合體，裝置連接玻璃量桶，桶內有一隻小鴨，小鴨水位上升最少者勝出；最後由何啟華勝出，獲得四個黃色乒乓球。 | 何啟華                                              | 藍妹啤酒一噸連直送服務及其他精美禮品                                                                                              |
| 08   | 錯誤體育祭         | 四位主持要通力合作，在三盤兩勝的隊制體育項目裡擊敗對手，體育祭於香港青年協會賽馬會西貢戶外訓練營舉行 遊戲分隊 主持隊（ERROR）隊員：陳海寧、梁業、郭嘉駿、吳保錡 團隊隊（無制限OT編集団）隊員：劉諾衡、文卓森、方震揚、曹梓 遊戲內容 - 項目一《定點射球》：主持需要分配射手在指定位置射球，順序在五個定點入球方為完成，兩隊完成時間較快者為之勝出；主持隊完成時間為3分19秒04，團隊隊完成時間為4分38秒45；最後由主持隊勝出。 - 項目二《404水中接力賽》：主持要接力在泳池中完成共160米的健走，即是4x40米，作賽時不得游泳，轉身時必須敲鐘證明到達，接力棒必需全程展示於水面上；裁判最初宣佈比賽結果為主持隊勝出，但由於比賽過程中兩隊均有犯規關係，其後改以根據犯規次數調整賽果，團隊隊的犯規次數為17次，主持隊的犯規次數為35次；最後由團隊隊勝出。 - 項目三《TEAMWORK層層疊》：主持需要在限時內，將特製膠盤疊至20層，若作賽時間完結仍未完成目標，則以當時高度結算，較高者勝；於作賽時間完結時，主持隊高度為0層，團隊隊高度為19層（其後劉諾衡試疊至20層成功）；最後由團隊隊勝出。 | 團隊隊（劉諾衡、文卓森、方震揚、曹梓冲）、梁業（MVP） | 團隊隊：每位隊員現金港幣1000元 梁業：錯誤體育祭紀念金牌（價值約港幣4000元）                                                       |
| 10   | 第二週重量級自肥   | 主持身在鴨脷洲大橋旁的鴨脷洲東北部岸邊，要用畢生的眼力觀察位於200米之外鴨脷洲大橋上的四個均印刷著iPad Pro的盒子，當中包括一份重量級自肥大獎及一份重量級自肥代價，然後以「死亡包剪槌」的方式決定選擇的先後次序選擇先後次序 吳保錡、何啟華、郭嘉駿、梁業。 | 郭嘉駿（重量級自肥大獎）、吳保錡（重量級自肥代價）  | 郭嘉駿：蘋果iPad Pro專業級平板電腦（市值約港幣10,000元） 吳保錡：現代美容中心超絕痛快全身通淋巴按摩護理療程，由鄺旨呈親自操刀負責 |
| 15   | 團隊聚餐           | 導演劉諾衡宣佈，因節目拍攝至本集時已超出預算，第三週重量級自肥改為「團隊聚餐」，原定的重量級自肥開首片段僅用作「向財務組交代」，導演並率領製作團隊向ERROR三鞠躬謝罪。 | 遊戲取消                                            | 劉諾衡引咎受罰，接受「死亡行星」，由ERROR成員即時向導演施行。                                                                     |

### 個人自肥企画
| 成員   | 項目名稱           | 內容 |
| 吳保錡 | 非自願個人自肥企画 | - 吳保錡因拍攝之前面對緋聞及回應批評期間情緒處理不當被網民批評，自行透過社交網站致歉和暫停演藝工作，故此將項目交由製作組構思和安排，以呈現「更好的吳保錡」。 - 用一個月的時間練成一眾搖搖高手教授的五個進階級搖搖花式（於第4集播放，挑戰失敗） - 用一個月的時間於西貢北潭涌奧蘭治河邊練成打石仔一發20下（於第10集播放，於第五發考核造出23下，挑戰成功） - 與結他手Jason Kui合奏歌曲《SPLASH!》（於第12集播放，挑戰成功） |
| 郭嘉駿 | 人氣出奇蛋         | - 做一本時裝雜誌的封面人物（失敗） - 與音樂人Madboii合作，創作個人單曲並推出MV。在MV中穿著自己設計的時裝演出，並邀請KOL當女主角 - 歌曲名為《睡到三點》，MV女主角分別由樊沛珈和吳冰出演，並於第12集首播，歌曲並於節目播放後上架，同時為郭嘉駿的首隻個人單曲 |
| 梁 業  | ERROR小劇場        | - 讓ERROR四子展示演戲的能力 - 《戦斗格捜査官》：實現梁業飾演奸角反派的機會，並加入與美女共餐的劇情（於第14集播放） - 《ERROR流忍者》：承接花姐ERROR遊的忍者訓練環節，開展「ERROR流忍者」的故事世界觀（於第14集播放），完整版將會在節目完結後兩個月在官網上映 |
| 何啟華 | 鹹濕荒島俏博士     | - 與女性共同拍攝《人在野》節目特輯，展示野外求生技能 - 何啟華最終邀請得《最後一屆口罩小姐選舉》旗下的隊員李文潔參與，並於第13集播放 |

### 其他環節
| 集數 | 環節名稱                 | 內容 |
| 01   | 重裝上陣                 | - 以新世紀福音戰士第一集《使徒來襲》作為戲仿基礎，講述啟動娛樂大型機器「ERROR」的故事。 - 導演劉諾衡於環節結束後演唱節目主題曲《無制限OT編集団の行動綱領》。 |
| 01   | 團隊致送見面禮           | 延續ERROR於綜藝節目炸掉ViuTV吉祥物 Soundbear 的傳統，把《ERROR自救TV》的生啤神炸掉，寓意ERROR脫離生啤神的掣肘，獲得真正的自由。 |
| 05   | 熱血！青春！激吻暴走族！ | 由副導演方震揚（）擔任署理導演，仿照日本暴走族拍攝L'Arc~en~Ciel的Driver's High MV，由導演劉諾衡與ERROR四子主演。 |
| 09   | 香港ERROR遊              | - ERROR四子變身外國遊客，以英語帶領觀眾環遊全港，展示ERROR國際化的一面。 - ERROR日間分別到訪中環蘭桂坊、旺角金魚街，晚上則和七仙羽師傅到訪大埔松仔園怒水橋作靈探活動，拍攝最終因靈探活動安全問題終止。 - 由Agent L（曹梓冲）執導MV，仿照Backstreet Boys唱出著名單曲《I want it that way》。 |
| 10   | 團隊（離譜）自肥企画     | 節目製作組與團隊好友陳欣妍前往赤鱲角海岸對開，尋找中華白海豚的足跡，同時反思港珠澳大橋工程與漁業變化對海豚的影響。 |
| 11   | BTS（節目製作特輯）      | - 播放備受關注的被裁走片段，以及節目的失誤片段。 - 導演劉諾衡手抱 Soundbear 分享製作本節目的感受，並解釋部份籌備節目環節及道具的實錄（例如製作本節目的招牌懲罰道具「死亡行星」）。 |
| 15   | 電視？為什麼？ （）      | - 呼應本節目第一集的開首，以新世紀福音戰士電視版第26集大結局《在世界中心呼喊愛的怪獸》作為戲仿基礎，同時呼應尼爾·波茲曼著作《娛樂至死》。 - 內容以意識流方式探討啟動「ERROR」的意義，帶出娛樂與電視的關係，以及帶出電視、娛樂的存在意義。                                                 |

## 記事
- 2021年4月26日：節目主持人ERROR透過ViuTV Facebook專頁直播同大家分享自肥心得，最高峰時有超過10,000人同時觀看。[33]
- 2021年5月4日：節目首播後，獲觀眾及網民正面評價，並於5月4日首度登上《蘋果日報》娛樂C1頭版。[7]
- 2021年5月10日：梁業因節目首播的Instagram貼文獲得3萬個讚好，需要「找數」翻唱節目主題曲《無制限OT編集団の行動綱領》，導演劉諾衡隨即向觀眾發出挑戰書，表示於達到主題曲MV於Youtube的點擊率達到150萬後將會發布「驚喜」。MV最終於5月19日達到目標，打破ViuTV Youtube頻道的點擊率紀錄。[1][2]
- 2021年5月15日及17日：吳保錡與何啟華各自於社交媒體發布《無制限OT編集団の行動綱領》的個人翻唱版本。[34][35]
- 2021年5月20日：節目主持人梁業及無制限OT編集団組員文卓森（旁白君）於當日第14集播映完畢後，透過ViuTV Facebook專頁直擊剪片工場探班實況。直播顯示大結局尚未剪輯完畢，而最高峰時有超過15,000人同時觀看。[36][37]
- 2021年5月22日：因大量觀眾重溫本節目大結局導致viu.tv網站伺服器機件故障，大結局一度從網站下架，顯示「影片只限於香港地區」播放，ViuTV於晚上將大結局重新上架。[38]
- 2021年5月23日：節目播放大結局後，觀眾及網民再度好評如潮，《蘋果日報》再於5月23日以娛樂C1頭版報道。[39]

## 評價和反應
節目播出後，於社會獲得巨大迴響，但因為節目內容，獲得了兩極反應。
2021年5月8日，澳門作家蕭家怡認為每集節目都有很多的期待，而參與節目主持人和團隊的都是做最真誠的自己，真誠地自肥。
2021年5月14日，前電台主持人查小欣在專欄以《ViuTV的社會責任》為題，點名本節目以綜藝搞笑包裝，實是大玩低俗、不雅的內容，及有不良意識之嫌，有些畫面更要「打格仔」，質疑ViuTV作為一個免費、入屋的電視台，就有一定的社會責任，她指出「製作的節目雖不需要說教，但也無需走低俗和偏鋒路線」。但香港01編輯認為，專欄發布當天，節目的第10集剛好播放尋找中華白海豚的片段，並探討港珠澳大橋對生態造成的影響，引起對環境保護的反思，正正顯示出製作團隊的社會責任，未必全如查小欣所說。而查小欣本人亦在專欄指，她本人其實沒有觀看本節目。
2021年5月17日，節目導演劉諾衡在節目（第11集）尾聲分享製作節目感受，他形容「堅持」二字才能夠成事。而最後送上「致一直還在堅持的人」一句在網上洗版並觸動人心，柳俊江、伍家謙等人留言稱為此忍不住哭了。
2021年5月19日，親中建制派專欄作家屈穎妍在《大公報》專欄以《真人騷的禮崩樂壞》為題發文，批評節目淫褻「賣低俗，以核突娛樂大眾」。又批評年輕人因為立場杯葛TVB，不理質素，讓自己墮落，失去鑒賞力。並為查小欣護航，批評香港人已偏聽偏看到完全容不下一句逆耳忠言。更形容有一些尺度如開了就如決堤，如果免費電視頻道都充斥色情低俗節目，香港的禮崩樂壞，已是欲救無從。營銷專家、作家徐俊文則反駁屈的評論，認為節目能夠教化觀眾在資源缺乏下，以有限創造無限，用堅持同努力去做到最好。徐並以吳保錡的節目部份作為例子，製作組為吳保錡精心安排的項目，能夠讓吳保錡用努力走出陰霾，從錯誤中成長，是新一代如何身教的完美示範。
2021年5月21日，評論人劉螢認為「死亡行星」懲罰是挑戰香港電視娛樂節目的極限，而製作「死亡行星」亦經過幕後團隊無數次的試驗，正反映了堅持的意義。而節目參考了不同類型文化，如重製昔日的英語教育電視節目，參照電玩內容畫面和日本動漫，能夠讓觀眾共鳴和感到熱血，是「做了有趣的實驗」。
節目於2021年5月21日播放大結局，其中《電視？為什麼？》環節，除了與第一集的的戲仿《新世紀福音戰士》劇情首尾呼應外，更完全將前14集的氣氛扭轉。區議員林兆彬認為ERROR與製作團隊富有社會責任，能夠顛覆觀眾對電視節目的想像，透露節目深層意義，也有政治上的投射，「治療無力感超重、對未來感到絕望的香港人。」認為香港人要堅持信念，努力做好自己，耐心靜候。他亦認為節目展示ERROR四子在演藝路上的堅持，令觀眾感受到努力的成果。蘋果日報副社長陳沛敏除了感謝主持及製作團隊外，形容節目「成了香港人在肅殺氣氛下僅有的小確幸，政治高壓下可以久違的開懷大笑。」而立場新聞更將該環節對白，分別刊登於自家網站上和製成圖片放於社交網站專頁上。

## 備註
1. ↑  標題為日文漢字
2. ↑  導演於第15集的「團隊聚餐」交代。
3. 1 2 3 4 5  何啟華因參與電影《金手指》相關的宣傳活動及拍攝而缺席部分環節，故製作組以與何啟華樣貌相似的陳海寧代為參與拍攝。
4. 1 2  該集於官方網站分別上載於電視播出的版本及加長版本。
5. ↑  即"Behind The Scene"，該集作為節目的製作特輯。
6. ↑  何啟華於比賽完畢之後接受了製作組之忍術制裁「爆丸」，因電視尺度問題，忍術制裁被打碼處理。[24]。
7. ↑  何啟華因被評為表現最差的關係需要接受電擊的懲罰。
8. ↑  由「正在拍攝千萬電影的特別嘉賓」何啟華宣佈MVP得獎者及頒發錯誤體育祭紀念金牌。
9. ↑  吳保錡因在遊戲進行中違規偷看手機被劉諾衡及ERROR成員即時向其施行「死亡行星」。
10. ↑  本環節沒有ERROR參與。

## 外部連結
- ViuTV：ERROR自肥企画（页面存档备份，存于）
- 《ERROR自肥企画》聽完返唔到轉頭！《無制限OT編集団の行動綱領》BY 無制限OT編集団（页面存档备份，存于）
- 《ERROR自肥企画》熱血！青春！激吻暴走族！（Cover by ERROR, Director Rain. P）（页面存档备份，存于）
- 《ERROR自肥企画》I want it that way （Cover by ERROR, Director Agent L）（页面存档备份，存于）
- 《ERROR自肥企画》193個人自肥企画《睡到三點》by Denis Kwok 193 (Director Mikecold B.）（页面存档备份，存于）
- 《ERROR自肥企画》主題曲 - Broken Parts (Emerson Ware feat. Tiguan Jones)（页面存档备份，存于）

## 電視節目的變遷
| 香港 ViuTV 星期一至五 23:00－23:30            | 香港 ViuTV 星期一至五 23:00－23:30            | 香港 ViuTV 星期一至五 23:00－23:30 |
| --------------------------------------------- | --------------------------------------------- | ---------------------------------- |
|                                               | ERROR自肥企画 （2021年5月3日－2021年5月21日） |                                    |
| 學神出沒注意 （2021年4月12日－2021年4月30日） | 掃街達人 （2021年5月24日－2021年6月4日）      |                                    |